# デイル・ブラウン
デイル・ブラウン（Dale Brown, 1956年 - ）は、アメリカ合衆国のスリラー作家。ニューヨーク州バッファロー生まれ。ペンシルベニア州立大学に進学し、空軍予備士官養成隊(航法士)を経て1978年にアメリカ空軍に入隊。B-52ストラトフォートレス・FB-111アードバークに乗務。1986年、大尉で退役し、小説家に転身した。

## 著書
※（）内は発表年

### パトリック・マクラナハン シリーズ
- 「オールド・ドッグ出撃せよ」      -Flight of the Old Dog- (1987)
- 「戦闘機チーターの追撃」          -Day of the Cheetah-    (1989)
- 「スカイ・マスターズ」            -Sky Masters-           (1991)
- 「レッドテイル･ホークを奪還せよ」 -Night of the Hawk-     (1992)
- 「台湾侵攻」                      -Fatal Terrain-         (1997)
- 「韓国軍北侵」                    -Battle Born-           (1999)
- 「「影」の爆撃機」                -Warrior Class-         (2001)
- 「炎の翼」                        -Wings of Fire-         (2002)
- 「ロシア軍侵攻」                  -Air Battle Force-      (2003)
- 「アメリカ本土空爆指令」          -Plan of Attack-　　　　 (2004)

### ドリームランド シリーズ
- 「シルヴァー・タワー」   -Silver Tower-      (1988)
- 「ハマーヘッズ緊急出撃」 -Hammerheads-　      (1990)
- 「ロシアの核」           -Chains of Command- (1993)
- 「頭上の脅威」           -Storming Heaven-   (1994)

### 未訳
- Shadows of Steel (1996)
- The Tin Man      (1998)
- Act of War       (2005)
- Edge of Battle   (2006)
- Strike Force     (2007)

## 共著 (ジム・デフェリス)
- 「砂漠の機密空域」       -Dreamland-    (2001)
- 「幻影のエア・フォース」 -Nerve Center- (2002)

### 未訳
- Razor's Edge (2002)
- Piranha (2003)
- Strike Zone (2004)
- Armageddon (2004)
- Satan's Tail (2005)
- End Game (2006)